# Enos (televisieserie)
Enos is een Amerikaanse komische televisieserie uit 1980. Het is een spin-off van de serie The Dukes of Hazzard. De serie telt een seizoen van 18 afleveringen.

## Achtergrond
De serie draait om Enos Strate, de voormalige hulpsherriff uit Hazzard County die nu werkt voor de politie van Los Angeles. Hij werkt hier samen met de negroïde agent Turk.
In vrijwel elke aflevering schrijft Enos een brief aan Daisy Duke over zijn belevenissen in Los Angeles. Ook hebben enkele personages uit The Dukes of Hazzard een paar keer een gastrol in de serie. Desondanks sloeg de serie niet aan. Nadat de serie werd stopgezet, keerde het personage Enos terug in de serie The Dukes of Hazzard.

## Rolverdeling
| Personage              | Acteur           |
| ---------------------- | ---------------- |
| Enos Strate            | Sonny Shroyer    |
| Turk Adams             | Samuel E. Wright |
| Lt. Joseph Broggi      | John Dehner      |
| Captain Dempsey        | John Milford     |
| Detective Bigelow      | C. Peter Munro   |
| Sergeant Theodore Kick | Leo V. Gordon    |